# Japaratuba
Japaratuba là một đô thị thuộc bang Sergipe, Brasil. Đô thị này có diện tích 374 km², dân số năm 2007 là 15473 người, mật độ 41,37 người/km².